# سندیتون (مجموعه تلویزیونی)
سَـندیتون (انگلیسی: Sanditon) یک درام تاریخی تلویزیونی است که در سال ۲۰۱۹ منتشر شد. فیلم‌نامهٔ فصل اول این سریال تلویزیونی را اندرو دیویس بر پایهٔ رمان ناتمام سندیتون اثر جین آستن نوشت. اما چون این رمان ناتمام بود، داستان فصل دوم سریال و شخصیت‌پردازی آن تماماً توسط اَندرو دیویس انجام شد. وقایع این سریال در دوره نیابت سلطنت روی داده و دربارهٔ یک زن جوان و ساده‌دل در یک استراحتگاه ساحلی به نام سَـندیتون است.

## بازیگران

### اصلی
- رز ویلیامز
- کیت اشفیلد
- کریستال کلارک
- تورلاک کانوری
- جک فاکس
- کریس مارشال
- اَن رید
- شارلوت اسپنسر
- لیلی ساکافسکی

#### فصل ۱
- تئو جیمز
- الکساندرا روچه
- متیو نیدهم
- مارک استنلی
- لیو سوتر

#### فصل ۲
- بن لوید-هیوز
- الکساندر ولاهوس
- تام وستون-جونز
- ماکسیم آیس
- فرانک بلیک
- رُزی گراهام

### دوره‌ای
- کوین الدن
- آدریان اسکاربرو
- جیمز آترتون
- جک بریدی
- ایزابل هاکریج
- مالی بیشاپ
- آیزاک وینسنت-نورگیت

#### فصل ۱
- الیزابت برینگتون
- مالی هولدر
- راب جارویس
- جودا جیمز
- روث کارنی
- کِیلی-پیج ریس
- سوفی وینکلمن

#### فصل ۲
- سندی مک‌دید
- فلورا میچل
- اِلوئیز وب
- فلو ویلسون

### میهمان
- سارا بلچر
- کلینتون بلیک
- لیز می بریس
- جاون فاستر
- آدریان راولینز
- تسا استیونز